# Łuków (gmina)
Pour les articles homonymes, voir Łuków (homonymie).
Łuków est une gmina rurale (gmina wiejska) du powiat de Łuków, dans la Voïvodie de Lublin, dans l'est de la Pologne.
Son siège administratif (chef-lieu) est la ville de Łuków, bien qu'elle ne fasse pas partie du territoire de la gmina.
La gmina couvre une superficie de 308,32 km2 pour une population de 16 547 habitants en 2006.

## Histoire
De 1975 à 1998, la gmina est attachée administrativement à l'ancienne Voïvodie de Siedlce.

Depuis 1999, elle fait partie de la nouvelle voïvodie de Lublin.

## Géographie
La gmina inclut les villages (sołectwa) de:

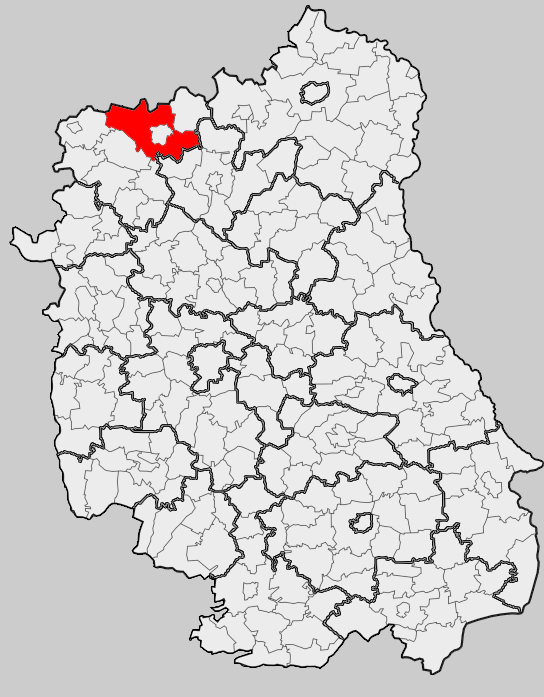
Position de la gmina dans la voïvodie

- Aleksandrów
- Biardy
- Czerśl
- Dąbie
- Dminin
- Gołąbki
- Gołaszyn
- Gręzówka
- Gręzówka-Kolonia
- Jadwisin
- Jeziory
- Karwacz
- Klimki
- Kownatki
- Krynka
- Ławki
- Łazy
- Malcanów
- Nowa Gręzówka
- Podgaj
- Role
- Ryżki
- Rzymy-Las
- Rzymy-Rzymki
- Sięciaszka Druga
- Sięciaszka Pierwsza
- Sięciaszka Trzecia
- Strzyżew
- Suchocin
- Suleje
- Świdry
- Szczygły Dolne
- Szczygły Górne
- Turze Rogi
- Wagram
- Wólka Świątkowa
- Zalesie
- Zarzecz Łukowski
- Żdżary

### Gminy voisines
La gmina de Łuków est voisine de:

la ville de :
- Łuków

et les gminy de:
- Domanice
- Kąkolewnica
- Stanin
- Stoczek Łukowski
- Trzebieszów
- Ulan-Majorat
- Wiśniew
- Wojcieszków
- Zbuczyn

## Structure du terrain
D'après les données de 2002, la superficie de la commune de Łuków est de 308,32 kilomètres carrés, répartis comme telle :
- terres agricoles : 60%
- forêts : 33%

La commune représente 22,12% de la superficie du powiat.

## Démographie
Données du 30 juin 2004:
| Description        | Total  | Total | Femmes | Femmes | Hommes | Hommes |
| ------------------ | ------ | ----- | ------ | ------ | ------ | ------ |
| Unité              | Nombre | %     | Nombre | %      | Nombre | %      |
| Population         | 16 343 | 100   | 8 072  | 49,4   | 8 271  | 50,6   |
| Densité (hab./km²) | 53     | 53    | 26,2   | 26,2   | 26,8   | 26,8   |